# أحمد القرملاوي
أحمد القرملاوي، كاتب وروائي مصري من مواليد القاهرة عام 1978. نشر مجموعته القصصية الأولى «أول عباس» في عام 2013. وصدر له حتى الآن خمس روايات منها روايته «أمطار صيفية» التي حازت على جائزة الشيخ زايد للكتاب عن فئة المؤلف الشاب عام 2018، وروايته «نداء أخير للركاب» التي نالت جائزة أفضل رواية في اليوبيل الذهبي لـ معرض القاهرة الدولي للكتاب في عام 2019.

## السيرة الذاتية
ولد أحمد القرملاوي في القاهرة، مصر في عام 1978. انتقل مع عائلته إلى دولة الكويت حيث عاش وأكمل دراسته الثانوية فيها. حتى تخرج من المدرسة الأمريكية الدولية عام 1996، محققا المركز الأول على مستوى الخليج العربي في البكالوريا الدولية (IB)، م عاد إلى مصر ليكمل تعليمه الجامعي وتخرج في كلية هندسة التشييد في الجامعة الأمريكية في القاهرة وكان الأول على دفعة الهندسة عام 2001. وبعدها نال درجة الماجستير في إدارة الأعمال من جامعة إدنبرة في اسكتلندا. يعمل القرملاوي مديرًا لشركته الخاصة في مجال التصميم الداخلي والتصميم المعماري وهو متزوج وله ثلاثة أبناء. شرع في نشر أعماله الابداعية منذ عام 2012 حيث صدرت أولى تجاربه فييناير عام 20133 في معرض القاه رة الدولي للكتاب وبارة عن مجموعة قصصية بعنوان «أول عباس»، صدرت عن دار الرواق للنشر والتوزيع. ووتم عرضها في أكثر من معرض دولي للكتاب (القاهرة- الرياض- أبو ظبي). بعدها بعام، نشر روايته الأولى «التدوينة الأخيرة» الصادرة عن الدار المصرية اللبنانية. ثم روايته الثانية «دستينو» في عام 2015، وبعدها روايته الثالثة «أمطار صيفية» عام 2016 والتي فازت بجائزة الشيخ زايد للكتاب عن فرع المؤلف الشاب. كما حصلت روايته «نداء أخير للركاب» التي نُشرت في عام 2018 على جائزة أفضل رواية في اليوبيل الذهبي لـ معرض القاهرة الدولي للكتاب في عام 2019، ثم صدرت له في قبل نهاية عام 2020 رواية «ورثة آل الشيخ»، تلَتها خلال عام 2021 مجموعة قصصية هي الثانية في مشواره الأدبي بعنوان «قميص لتغليف الهدايا».

## نبذة عن أشهر رواياته
«أمطار صيفية» التي صدرت عام 2016، وتعد هذه الرواية من أشهر وأنجح رواياته، وتجسد هذه الرواية العلاقة بين الموسيقى والروح والصراع بين تسامي الروح ومتطلبات الحياة ونوازع الجسد، كما تبرز في الرواية معرفة دقيقة واسعة بالموسيقى ومقاماتها ودلالاتها، تجعل من المقامات الموسيقية كيانا ملموسا موازيا للمقامات الصوفية. وتدور أحداث هذه الرواية في فلك العالم الصوفي، فتعود بنا في الزمان إلى عصر الشيخ عبادة الموصلي، لنتعرف فيها على بداية الطريقة الموصلية، ونرى شخصيات الرواية التي تطوف حول كعبة واحدة وهي وكالة والتي كان يُجدر بالكاتب أن يُسمي الرواية على اسمها لكثرة استخدام تلك الكلمة وشدة تعلق شخصيات الرواية بها. كما أشار في الرواية إلى الحد الفاصل بين المادة والروح، وبين الشر والخير، فكانت تلك الرواية تُعد من أفضل رواياته على الإطلاق، كما فازت هذه الرواية بجائزة الشيخ زايد للكتاب.
أمطار صيفية وهي من أشهر وأنجح رواياته والتي تدور في فلك العالم الصوفي، فتعود بنا في الزمان إلى عصر الشيخ عبادة الموصلي، لنتعرف فيها على بداية الطريقة الموصلية، ونرى شخصيات الرواية التي تطوف حول كعبة واحدة وهي وكالة والتي كان يُجدر بالكاتب أن يُسمي الرواية على اسمها لكثرة استخدام تلك الكلمة وشدة تعلق شخصيات الرواية بها. كما أشار في الرواية إلى الحد الفاصل بين المادة والروح، وبين الشر والخير، فكانت تلك الرواية تُعد من أفضل رواياته على الإطلاق.
  ثم رواية «نداء أخير للركاب» والتي عمل عليها لمدة ثلاثة أشهر وتمكن مع ناشري الدار المصرية اللبنانية من نشرها في شتاء 2018م، وحازت الرواية على جائزة أفضل رواية من الهيئة المصرية العامة للكتاب خلال معرض القاهرة الدولي للكتاب، وتُعد هذه الرواية من أفضل رواياته حول نشأة الاغتراب وحنين الروح لوطنها الأول.
ثم رواية «ورثة آل الشيخ» عام 2020م عن مكتبة الدار العربية للكتاب، ففيها يتحدث عن عائلة متعددة الشخصيات، ولمّا نذكر شخصيات فإننا نقصد عوالمًا متعددة ومُختلفة، فنتعرف على شخصية الشيخ الكبير وزوجاته الثلاث وأولاده وأحفاده، وكيف تنشأ القصة وتتوارثها الأجيال فيما بينها، وكيف، مع مرور الزمن، تبهت الحقائق وراء تلك القصة، ويظن كل فصيل بأنه صاحب الحقيقة،
فتبدأ الحقيقة في التلون على حسب أهواء الشخصيات، حتى تغيب وسط عتمة الكذب، بل وقد يصل الأمر بنا أن لا نستطيع التفريق بين الحقيقة والكذب فكلاهما سواء، خاصة مع تزين الحقيقة بثوب الأسطورية، والذي يجعلنا إما مستمسكين بتلك الحقيقة الملتبسة علينا بكل عيوبها، أو كارهين لها ومحاولين الانسلاخ عنها.

## آخر أعماله
«قميص لتغليف الهدايا» وهى القصة التي شارك بها في معرض القاهرة الدولي للكتاب 2021. وعاد القرملاوي بهذه القصة القصيرة بعد انقطاع ثماني سنوات.
كما أقتحم عالم الترجمة الأدبية بترجمة لكتاب «كافيهات.. حكايات من مقاهي باريس» وهو الكتاب الفائز بجائزة جورج براسانس عام 2019 لمؤلفه ديديه بلوند.

## المؤلفات

### مجموعات قصصية
- أول عباس، دار الرواق للنشر والتوزيع، 2013
- قميص لتغليف الهدايا، الدار المصرية اللبنانية، 2021

### روايات
- التدوينة الأخيرة، دار المصرية اللبنانية، 2014 (ردمك: 9789774279164)
- دستينو، الدار المصرية اللبنانية، 2015 (ردمك: 9789777950008)
- أمطار صيفية، الدار المصرية اللبنانية، 2016
- نداء أخير للركاب، الدار المصرية اللبنانية، 2018 (ردمك:9789772937578)
- ورثة آل الشيخ، مكتبة الدار العربية للكتاب، 2020 (ردمك: 9789772937646)

## الجوائز
- حازت روايته «أمطار صيفية» على جائزة الشيخ زايد للكتاب عن فرع المؤلف الشاب، 2018.
- حصلت روايته «نداء أخير للركاب» على جائزة أفضل رواية في معرض القاهرة الدولي للكتاب، 2019.
- حصلت روايته " ورثة آل الشيخ " علي جائزة كتارا للرواية العربية، 2021.[9][10][11]